# HC Milano Vipers
Der Hockey Club Junior Milano Vipers war ein italienischer Eishockeyverein aus Mailand, der zuletzt in der Saison 2007/08 in der Serie A1 spielte.

## Geschichte
Gegründet wurde der Verein 1998 als Nachfolger des HC Milano Saima, dem italienischen Meister von 1991, als SG Milano Cortina. Zunächst nahm der Verein am Spielbetrieb der Ligue Magnus teil. In den fünf Jahren von 2002 bis 2006 konnte der Club jeweils die Meisterschaft erringen. Im Jahr 2000 wurde der Name nach einer Vereinbarung mit Cortina in HCJ Milano Vipers umbenannt. Die Heimspiele wurden im Stadion PalAgora ausgetragen. Für Spiele mit großem Zuschauerandrang konnte in die Fila Forum Assago Arena gewechselt werden, wo Milano auch die Europacup Partien im Jahre 2002 austrug.
Am 12. Juni 2008 stellten die Vipers ihren Spielbetrieb mit sofortiger Wirkung ein.

## Trainer
- 1998–2000 Ivano Zanatta
- 2000–2008 Adolf Insam

## Erfolge
- Italienischer Meister: 2002, 2003, 2004, 2005, 2006
- Sieger Coppa Italia: 2002, 2004, 2005, 2006
- Sieger Supercoppa Italiana: 2001, 2002, 2006

## Bekannte Spieler
- Craig Adams
- Giuseppe Busillo
- Todd Simon